# Casanova (film 1976)
Casanova (wł. Il Casanova de Federico Fellini) – włosko-amerykański dramat biograficzny z 1976 roku w reżyserii Federico Felliniego. Scenariusz powstał na podstawie pamiętników Giacomo Casanovy.

## Opis fabuły
XVIII-wieczna Wenecja. Podczas karnawału Casanova udaje się na schadzkę w przebraniu Perrota. Jego spotkanie z kochanką ma obserwować jej mąż, ambasador. Casanova przystał na ten nietypowy układ w nadziei, że wieść o jego erotycznych wyczynach dotrze do króla Francji. Schwytany przez inkwizycję, ucieka z weneckiego więzienia i trafia do Paryża. Tam jest częstym gościem markizy D'Urfe, która wierzy, że Casanova posiada sekret wiecznej młodości i zechce się z nią podzielić. Obiecuje mu majątek. Dzięki temu rozpoczyna wieloletnią wędrówkę przez najwyższe salony towarzyskie Europy: od Londynu do Drezna.

## Obsada
- Donald Sutherland - Giacomo Casanova
- Tina Aumont - Henriette
- Cicely Browne - madame D'Urfé
- Carmen Scarpitta - madame Charpillon
- Clara Algranti - Marcolina
- Daniela Gatti - Giselda
- Margareth Clémenti - siostra Maddalena
- Mario Cencelli - Moebius
- Olimpia Carlisi - Isabella
- Silvana Fusacchia - siostra Isabelli